# Virbia orola
Virbia orola là một loài bướm đêm thuộc phân họ Arctiinae, họ Erebidae.